# Teorema de Fuchs
En matemàtiques, el teorema de Fuchs, que duu el nom de Lazarus Fuchs, afirma que una equació diferencial de segon ordre de la forma:
{\displaystyle y''+p(x)y'+q(x)y=g(x)}
té una solució expressable per una sèrie de Frobenius generalitzada quan {\displaystyle p(x)}, {\displaystyle q(x)} i {\displaystyle g(x)} són funcions analítiques a {\displaystyle x=a} o quan {\displaystyle a} és un punt singular regular. És a dir, que qualsevol solució d'aquesta equació diferencial de segon ordre pot ser escrita com:
{\displaystyle y=\sum _{n=0}^{\infty }a_{n}(x-a)^{n+s},\quad a_{0}\neq 0}
per un cert valor real de s, o:
{\displaystyle y=y_{0}\ln(x-a)+\sum _{n=0}^{\infty }b_{n}(x-a)^{n+r},\quad b_{0}\neq 0}
per cert valor real de r, on y0 és una solució del primer tipus.
El seu radi de convergència és com a mínim tan gran com el mínim dels radis de convergència de {\displaystyle p(x)}, {\displaystyle q(x)} i {\displaystyle g(x)}.